# علجوم ذهبي
العلجوم الذهبي (باللاتينية: Bufo periglenes) هو علجوم صغير الحجم، مشرق اللون، يعود انقراضها المفاجئ إلى نوع من الفطريات وتدمير البيئة. اكتشفه جاي سافاج عام 1966، وأنقرض في عام 1989. كان العلجوم الذهبي يتمتع بلون براق ولامع. وهو أحد أنواع فصيلة (بالإنجليزية: Bufonidae) التي تحوي أكثر من 500 نوع. كانت تسكن غابة مونتيفيردي الضبابية في كوستاريكا.

## وصلات خارجية
- 'The Extinction of the Golden Toad – Symptom of a Worldwide Crisis', at Miami University
- Arkive: Golden Toad – Bufo periglenes نسخة محفوظة 19 سبتمبر 2008 على موقع واي باك مشين.
- Mongabay: Golden Toad
- (بالفرنسية) مرجع موسوعة الحياة (EOL) : علجوم ذهبي
- Incilius periglenes – AmphibiaWeb species account